# Michael Lee
Michael Lee, född 1958, var en brittisk speedwayförare.
Han var världsmästare 1980. Lee slog igenom redan som 18-åring internationellt men karriären planade sedan ut efter VM-guldet med avstängningar och drogrelaterade brott.